# Valens
Valens (Latin: Augustus Valens Flavius Julius; 328-9 tháng 8 năm 378) là Hoàng đế Đông La Mã từ năm 364-378. Ông đã được trao cho nửa phía đông của đế quốc bởi Valentinianus I, anh trai của ông sau khi ông ta lên ngôi. Valens, đôi khi được gọi là Người La mã đích thực cuối cùng, đã bị đánh bại và bị giết chết trong trận Adrianople, đánh dấu sự bắt đầu sụp đổ của Đế quốc Tây La Mã.

## Cuộc đời

### Lên ngôi hoàng đế
Valens và anh trai của ông Valentinianus đã được cả hai sinh ra ở Cibalae (ngày nay là Croatia) trong một gia đình gốc Illyria vào năm 328 và 321 tương ứng. Trong khi Valentinianus đã có được một sự nghiệp quân sự thành công trước khi ông được tôn làm hoàng đế, Valens dường như đã không được như vậy. Ông đã dành phần lớn thời trai trẻ của mình ở trên đất đai của gia đình và chỉ gia nhập quân đội trong khoảng năm 360, tham gia với anh trai của ông trong chiến dịch Ba Tư của Hoàng đế Julianus.
Trong tháng 2 năm 364, Hoàng đế đương vị Jovianus, trong khi tiến nhanh tới Constantinopolis để bảo đảm ngai vàng của mình, đã qua đời đột ngột trong khi dừng lại ở Dadastana, 100 dặm về phía đông của Ankara. Trong số các quan chức của Jovianus có Valentinianus, lúc đó giữ chức tribunus scutariorum. Ông được tuyên bố là Augustus vào ngày 26 tháng hai, năm 364. Valentinianus cảm thấy rằng ông cần sự giúp đỡ để cai trị một đế chế rộng lớn và có nhiều vấn đề, và vào ngày 28 tháng 3 cùng năm, ông phong cho Valens, em trai của mình như là đồng hoàng đế trong cung điện Hebdomon. Hai Augusti đã du hành cùng với nhau qua Adrianople và Naissus để tới Sirmium, nơi đó họ tiến hành phân giữa họ, và Valentinianus tiến về phía Tây.
Valens nhận nửa phía đông của bán đảo Balkan, Hy Lạp, Ai Cập, Syria và Tiểu Á, xa về phía đông là Ba Tư. Valens sau đó đã trở lại thủ đô của ông, Constantinopolis vào tháng 12 năm 364.

### Cuộc nổi loạn của Procopius
Valens thừa kế phần phía đông của một đế chế đã gần đây đã rút bỏ hầu hết các vùng đất của mình ở vùng Lưỡng Hà và Armenia vì một hiệp ước mà người tiền nhiệm của ông Jovianus đã ký kết với Shapur II của đế quốc Sassanid. Ưu tiên đầu tiên của Valens sau mùa đông năm 364 là tiến về phía đông với hy vọng chống đỡ tình hình. Đến mùa thu năm 365 ông đã tiến đến Cappadocian Caesarea khi ông biết được rằng một người kẻ cướp ngôi đã tuyên bố là vua tại Constantinopolis. Khi qua đời, Julianus đã để lại phía sau một người họ hàng còn sót lại, một người anh em họ ngoại tên là Procopius. Procopius đã được giao một bộ phận phía bắc của quân đội Julianus trong cuộc viễn chinh Ba Tư và đã không có mặt tại cuộc bầu chọn hoàng khi kế vị Julianus. Mặc dù Jovianus đã hòa giải nhằm xoa dịu người thừa kế tiềm năng này, Procopius ngày càng bị nghi ngờ trong năm đầu tiên của triều đại Valens.
Sau khi thoát khỏi bị bắt trong gang tấc, ông đã ẩn náu và tái xuất tại Constantinople, nơi ông đã có thể thuyết phục hai đơn vị quân đội hành quân qua kinh đô, tuyên bố ông là hoàng đế vào ngày 28 tháng 9 năm 365.